# Hunold II
Hunold II of Hunoald II, hertog van Aquitanië van 768 tot 769.

## Context
Hij was vermoedelijk een kleinzoon van Hunold en een zoon van Waifar. Beiden verzetten zich zonder succes tegen het Frankische Rijk. Waifar werd vermoord en Hunold II vluchtte naar Gascogne. Karel de Grote dreigde binnen te vallen en eiste de uitlevering van Hunold II, wat gebeurde. Hiermee eindigde de eerste dynastieke lijn van de hertogen van Aquitanië.